# درموت مورگان
درموت مورگان (انگلیسی: Dermot Morgan; ۳۱ مارس ۱۹۵۲ – ۲۸ فوریهٔ ۱۹۹۸) کمدین، هنرپیشه و آموزگار اهل کشور ایرلند بود. وی بین سال‌های ۱۹۷۹ تا ۱۹۹۸ میلادی فعالیت می‌کرد. وی صداپیشگی نیز نموده و در فیلم نخستین برف زمستان صداپیشه بوده‌است.
او در فیلم تافین بازی کرده‌است.